# Urolophus expansus
Urolophus expansus är en rockeart som beskrevs av Alan Riverstone McCulloch 1916. Urolophus expansus ingår i släktet Urolophus och familjen Urolophidae. IUCN kategoriserar arten globalt som livskraftig. Inga underarter finns listade i Catalogue of Life.